# 생존의 기술
《생존의 기술》은 대한민국의 TV조선의 예능 프로그램이다. 대한민국 최고의 생존전문가들이 불,물,식량을 제외한 오로지 생존 기술과 노하우만으로 문명이 단절된 야생에서 7박 8일 동안 사투를 벌이며 생존대결을 펼치는 프로그램이다.

## 방송 시간
- 2013년 4월 22일 ~ 2013년 5월 25일 : 매주 토요일 밤 10시 00분